# Dolichocybaeus kirigaminensis
Dolichocybaeus kirigaminensis är en spindelart som först beskrevs av Komatsu 1963.  Dolichocybaeus kirigaminensis ingår i släktet Dolichocybaeus och familjen vattenspindlar. Inga underarter finns listade i Catalogue of Life.